# Reitlingsbefestigungen

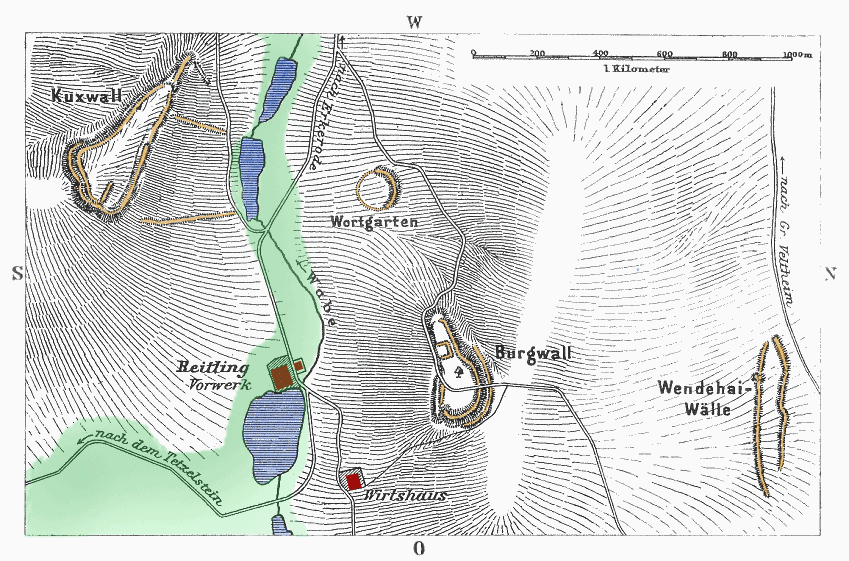
Lageplan vom Reitlingstal (grün eingefärbt) mit den frühgeschichtlichen Befestigungsanlagen (braun)

Die Reitlingsbefestigungen sind mehrere Ringwälle und Wallanlagen auf den Bergkuppen sowie in der Niederung des Reitlingstals im etwa 20 km südöstlich von Braunschweig liegenden niedersächsischen Höhenzug Elm. Es handelt sich um die Reste von Verteidigungsanlagen aus verschiedenen Entstehungsphasen. Sie setzten als frühgeschichtliche Anlagen etwa im 5. Jahrhundert v. Chr. ein und endeten mit jahrhundertelangen Phasen der Nichtnutzung im Mittelalter um 1300. Zweck der Fliehburgen war Schutz für die Bevölkerung in Kriegszeiten. Darüber hinaus gab es im Talgrund eine mittelalterliche Wasserburg, die nicht mehr existiert.

## Frühgeschichtliche Befestigungen
Die frühgeschichtlichen Wallanlagen über dem Reitlingstal schmiegen sich gekonnt an die Topographie an, vor allem bei der Nutzung eines dreiecksförmigen Geländesporns der „Brunkelburg“. Die Erbauer nutzten äußerst geschickt die vorhandenen Geländeformen. Das ersparte Material und Arbeit. Bei rund 7 m Höhenunterschied von der Wallkrone bis zur Grabensohle haben die Wallanlagen auch heute noch beträchtliche Ausmaße. Die Anlagen sind nicht ausgeschildert. Die Suche nach ihnen wird erleichtert bei Benutzung von Forstwegen, die die Wälle durchschneiden.

### Krimmelburg

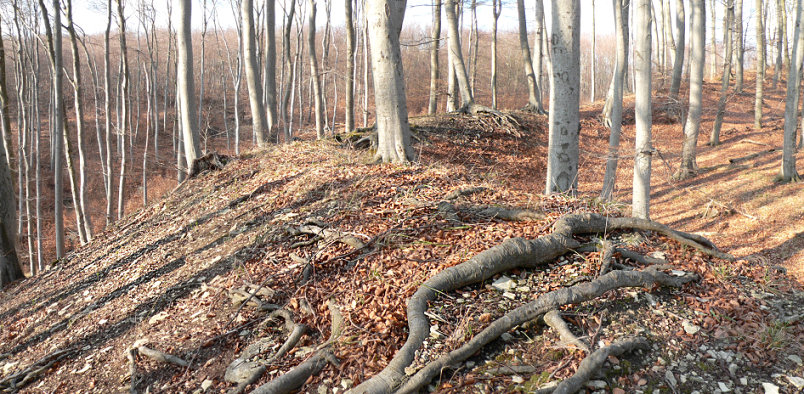
Wall der Krimmelburg, links Steilhang

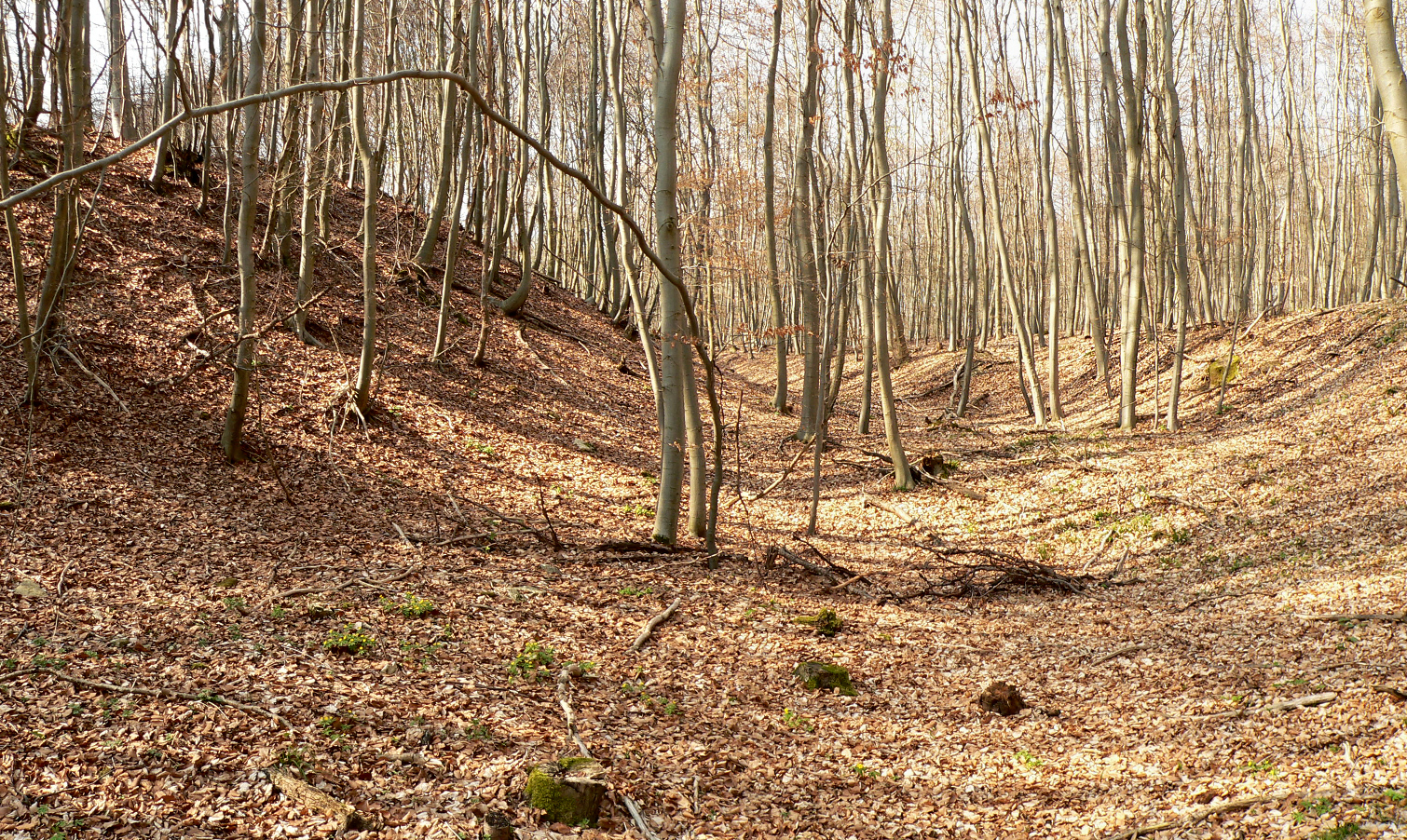
Blick aus dem Graben, links der Wall

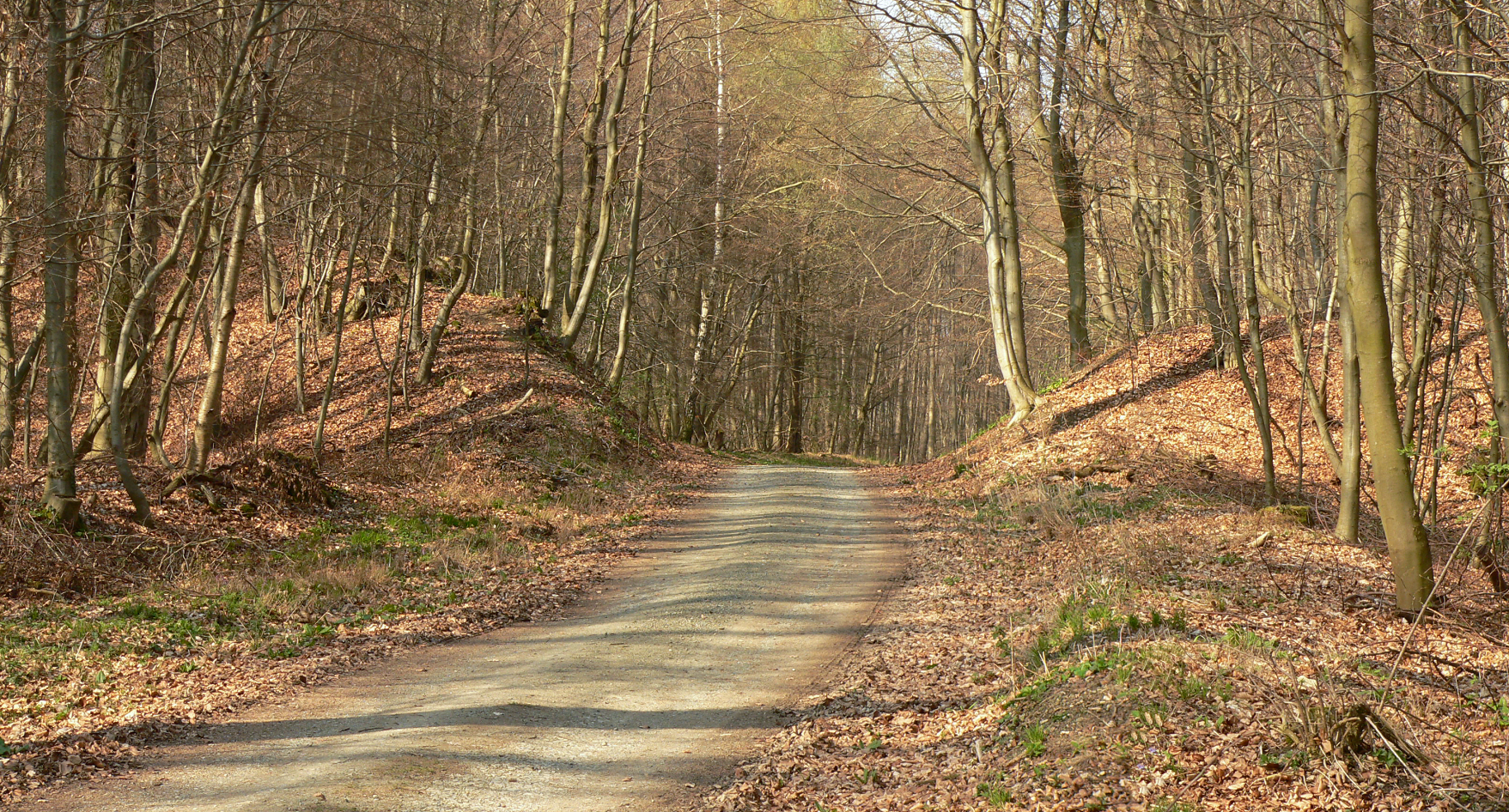
Durchbruch des Walls durch einen neuzeitlichen Forstweg

Die Krimmelburg, auch als Burgwall bezeichnet, liegt auf dem etwa 312 m ü. NHN hohen Burgberg. Sie ragt etwa 100 m über das Reitlingstal hinaus. Bei den Ausmaßen von 300 m Länge und 100 m Breite hat sie eine Fläche von 2,5 ha. Die Wallhöhe beträgt bis zu 4,6 m bei einer Grabentiefe von bis zu 2,6 m. Die Anlage ist an drei Seiten durch einen Wall mit Graben bewehrt. Eine Seite liegt an einem Steilhang, der einen natürlichen Schutz verleiht.
Bei den Ausgrabungen von 1905 und 1954/55 wurden drei getrennte Bauphasen der Wallanlagen sowie eine weitere Nutzungsphase festgestellt. In den ersten zwei Bauphasen wurden die Wälle mit Mergelmaterial aufgeschüttet. Auf einigen Wallabschnitten dürften Palisaden gestanden haben. Fundmaterial waren Keramikscherben aus der vorrömischen Eisenzeit. Die Nutzung endete noch im 1. Jahrhundert v. Chr. Spuren einer dritten Bauphase fanden sich erst aus der Zeit des frühen Mittelalters im 7. und 8. Jahrhundert. Dabei wurden zum Wallbau Steine verwendet, aus denen eine Trockenmauer auf dem Wall entstand. Im Hochmittelalter um 1300 gab es die letzte Nutzungsphase. Im Inneren der Krimmelburg gab es einen Einbau. Es wurde ein quadratisches, grabengeschütztes Plateau von 25 m Seitenlänge angelegt. Die Forschung sieht aufgrund der Funde in dieser Anlage (Dachziegeln, Hufeisen) die Wachstation einer berittenen Einheit des Deutschen Ritterordens, der unweit im Reitlingstal ein Vorwerk betrieb.

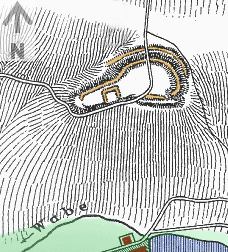
Krimmelburg mit nachträglich eingebautem, quadratischem Plateau
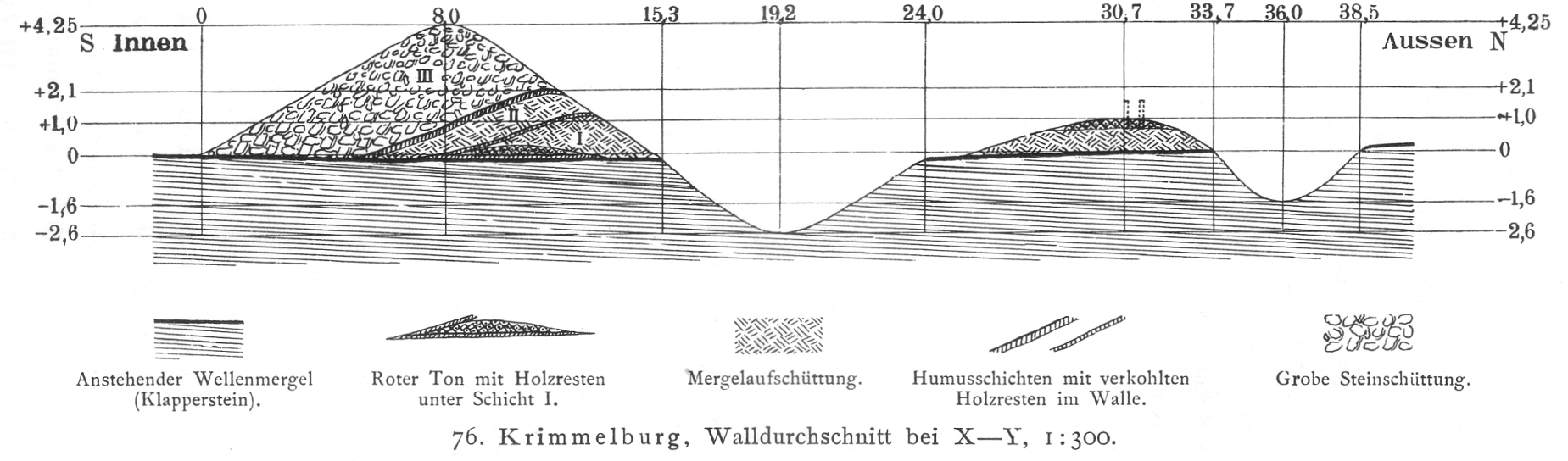
Schnitt durch Wall und Graben der Krimmelburg

### Brunkelburg

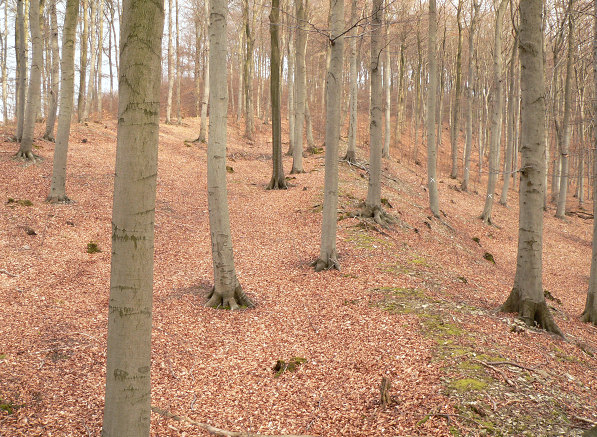
Brunkelburg, rechts Wallrest am Hang

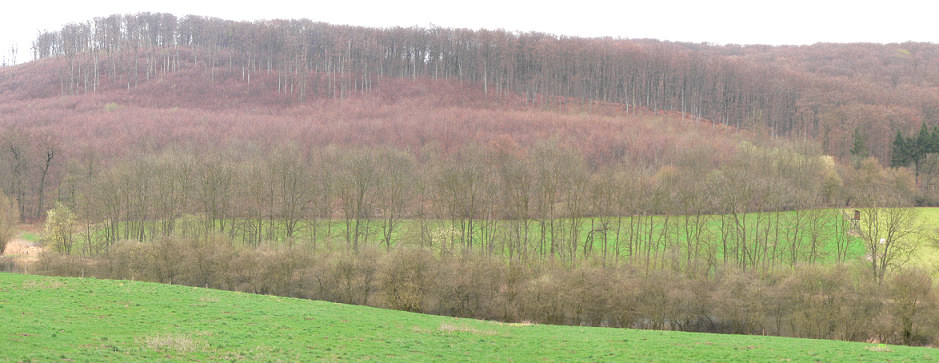
Blick vom Tal auf den Kuxberg mit Brunkelburg

Die Brunkelburg liegt auf dem 306 m ü. N.N. hohen Kuxberg und wird teilweise auch als Kuxwall bezeichnet. Die Erhebung befindet sich auf der Seite des Reitlingstales, die dem Burgberg mit der Krimmelburg gegenüberliegt. Die Anlage hat bei einer Länge von 450 m und bis zu 190 m Breite eine Innenfläche von etwa 4 ha. Sie liegt auf einem spitz zulaufenden Bergsporn, der zur Spitze hin abwärts führt. Größtenteils befinden sich an den steil abfallenden Seitenflächen heute nur noch in geringer Höhe erhaltene Wälle. Die etwa 190 m lange Seite auf der Hochfläche ist mit einem doppelten Wall-Graben-System geschützt worden. Die Wallhöhe beträgt noch heute ungefähr 4 m, der Graben hat eine Tiefe von etwa 2 m. In diesem Wallabschnitt wurden die Reste eines Haupt- und Nebentores gefunden.
Weitere Bauteile der Anlage sind drei einzelne Wälle, die von der Burg hinunter in das Reitlingstal führen. Sie sind nur noch in geringer Höhe von einem halben Meter erhalten. Bei den archäologischen Untersuchungen von 1905 führte ein Wall noch durch den gesamten Talgrund bis zur gegenüberliegenden Erhebung, auf der die Krimmelburg liegt. Daher wird vermutet, dass es sich um einen Sperrwall handelte, der den Talkessel nach außen abschirmte.
Die heutigen Erkenntnisse zur Brunkelburg beruhen allein auf der Ausgrabung von 1905. Wie bei der Krimmelburg wurden mehrere Bauphasen festgestellt. Der Baubeginn der Anlage wurde aufgrund eines gefundenen Bronzerings auf die ältere vorrömische Eisenzeit datiert. Dabei gab es zunächst nur einen etwa 1 m hohen Wall als Mergelaufschüttung und einen 1 m tiefen Graben. In der zweiten Bauphase wurde der Wall auf 2 m erhöht und erhielt einen Palisadenzaun. In der dritten Phase wurde die Befestigung durch einen zusätzlicher Außenwall und einen imposanten Graben von 11 m Breite verstärkt.

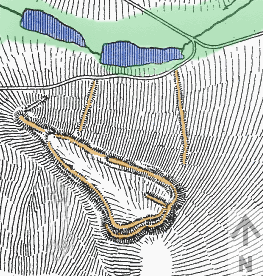
Brunkelburg auf einem spitz zulaufenden Bergsporn
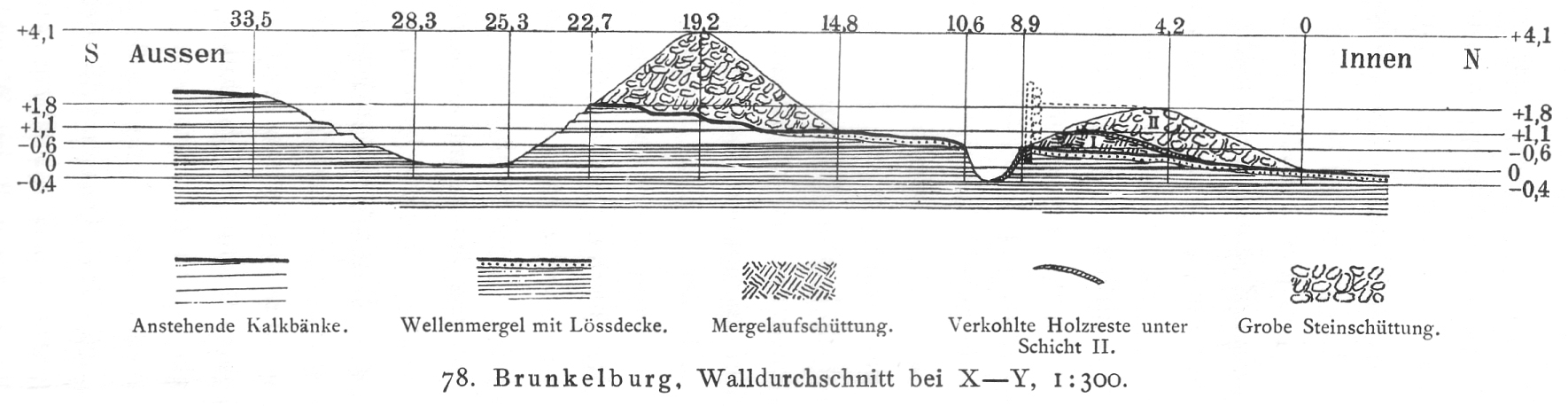
Schnitt durch Wall und Graben der Brunkelburg

### Wendehai-Wälle

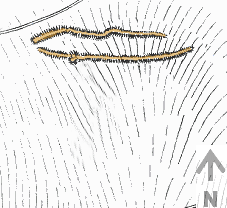
Wendehai-Wälle

Die Wendehaiwälle sind zwei langgestreckte Wälle, die sich etwa 1 km nördlich des Reitlingstales im Wald befinden. Sie verlaufen parallel im Abstand von etwa 100 m. Bei der ersten Geländeaufnahme Ende des 19. Jahrhunderts hatten sie noch eine Länge von etwa 500 m Länge, heute sind sie wesentlich kürzer und weitgehend eingeebnet. Die Benennung erfolgte nach dem dortigen Forstgebiet Wendehai. Die 1905 gemachten Fundstücke deuteten auf eine Entstehung der Wälle während der Latènezeit. Wahrscheinlich dienten sie als Annäherungshindernis für die Krimmelburg und auch dazu, um von der Burg aus den Zugang zu einer Quelle zu sichern.

### Grabungsgeschichte
Die Erforschung der Reitlingsbefestigungen setzte in den letzten Jahren des 19. Jahrhunderts ein. Der Ingenieur P. Kahle und der Geschichtswissenschaftler H. Lühmann hatten die geologischen Formationen des Reitlingstals vermessen und auch die Befestigungsanlagen aufgenommen. Das damals angefertigte Kartenwerk ist heute noch unverändert gültig. Das geweckte Interesse an den historischen Anlagen führte 1905 zur ersten archäologischen Ausgrabung, die die Krimmelburg, die Brunkelburg, den Wurtgarten und die Wendehai-Wälle betraf. Der Braunschweigische Geschichtsverein hatte Lühmann damit beauftragt. Die damals gemachten Funde sind größtenteils verloren gegangen und nicht ausgewertet worden. Erst 1927 publizierte Lühmann seine Erkenntnisse.
Der Braunschweiger Landesarchäologe Alfred Tode führte 1954/55 eine Grabung in der Krimmelburg und im Wurtgarten durch. Ursprünglich geplante, weitere Grabungen fanden nicht statt. Daher stützen sich die heutigen Erkenntnisse zu den Reitlingsbefestigungen auf zwei Grabungen.

### Grabungsergebnisse

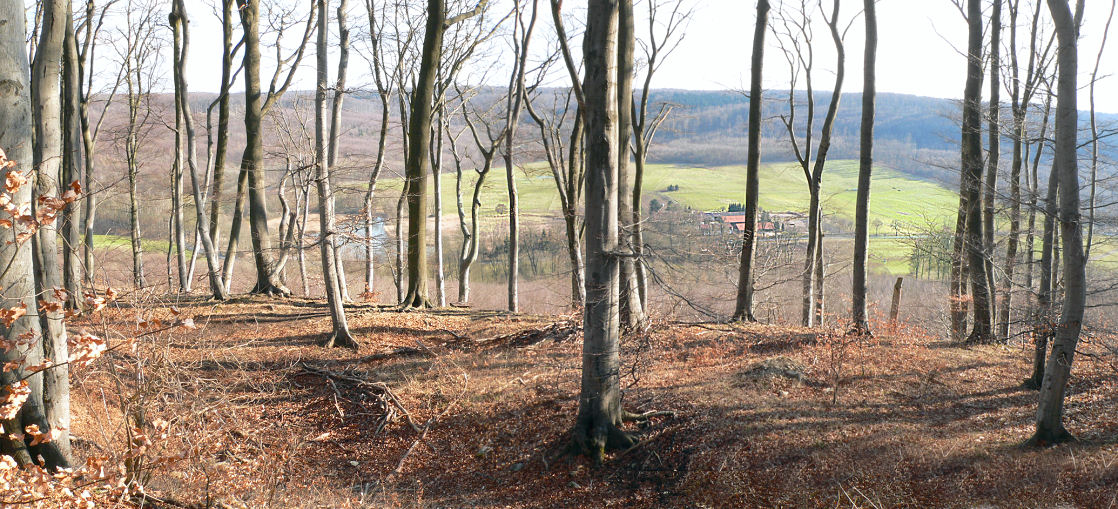
Blick von der Krimmelburg auf das Reitlingstal, links Großer Teich, rechts Weidehof Reitling, früher mittelalterliche Burgstelle

Die bisherigen, stichprobenhaften Grabungen konnten die genaue Funktion der Anlagen nicht schlüssig bestimmen. Als sicher gilt, dass sie in mehreren Bauphasen in einem Zeitraum von mehreren Jahrhunderten entstanden. Dies ließ sich an den zeitlich getrennten Mergelschüttungen der Wälle ausmachen. Vorgefundene Trockensteinmauern zeigen, dass die Anlagen nicht nur aus Erdwällen bestanden, sondern mit Mauern und wahrscheinlich auch durch Hecken und Palisaden gesichert waren.
Die ältesten bei den Ausgrabungen gemachten Fundstücke sind Scherben aus der jüngeren vorrömischen Eisenzeit um das 3. Jahrhundert v. Chr., der Latènezeit. Als weitere Bauphase kommt das Mittelalter des 8. bis 10. Jahrhunderts infrage. Die letzte Baumaßnahme war innerhalb des Walls der „Krimmelburg“ eine quadratische Anlage, die etwa aus dem 13. Jahrhundert stammt.

### Funktionsbestimmung
Die geringe Funddichte im Inneren der Wallumgrenzungen weist darauf hin, dass die Wallburgen keine dauerhaften Siedlungen waren. Daher handelte es sich vermutlich um Fliehburgen zum kurzfristigen Aufenthalt in Kriegszeiten. Das Reitlingstal mit seinem Befestigungssystem bot der Bevölkerung des westlichen Elmvorlandes wahrscheinlich in einem Zeitraum von fast 1.500 Jahren in unterschiedlichen Perioden Schutz. Dabei konnten in dem weitläufigen Talkessel auch Viehherden untergebracht werden. Allerdings gibt es auch eine Theorie, die einen kultischen Hintergrund der Wallanlagen annimmt.

### Zitate zur Funktionsdeutung
An Untersuchungen und Ausgrabungen beteiligte Archäologen äußerten sich zu den Wällen so:

„Es besteht nach dem jetzigen Forschungsstand große Wahrscheinlichkeit, daß ein in den Wällen erkennbarer älterer Kern eine altgermanische Burganlage aus der Zeit um Christi Geburt darstellt … Es spricht alles dafür, daß die … Wallsysteme altgermanische Volksburgen waren“

„Sollte sich dabei bestätigen, daß diese Hauptburg bereits in der Spätlatènezeit errichtet wurde, besteht die Möglichkeit, daß sie mit der südlichen Hauptburg zusammen ein Oppidum bildete, das in diesem Grenzraum zwischen Germanen und Kelten eine besondere Bedeutung haben dürfte.“

„Zwei Burgen im Elm wurden gelegentlich als keltische Anlagen gedeutet, doch wurden sie nie weiträumig untersucht und die Funde sind zu spärlich, als dass sie diese Annahme stützen könnten.“

## Mittelalterliche Befestigungen

### Wurtgarten

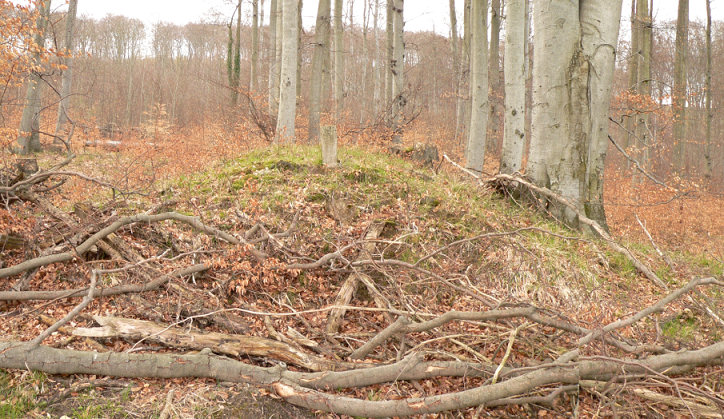
Angeschnittener Wall des Wurtgarten

Der Wurtgarten liegt an einem flach zum Reitlingstal abfallenden Bergrücken. Es war ein Ringwall von 120 m Durchmesser mit einer Fläche von 1,2 ha. Von ihm ist nur die Nordhälfte geblieben, die heute unter Wald liegt. Die südliche Hälfte, auf der heute ein Feld liegt, wurde Mitte des 19. Jahrhunderts aus landwirtschaftlichen Gründen eingeebnet. Das noch vorhandene, halbkreisförmige Wallstück hat eine Höhe von 2 m und die Grabentiefe 1,5 m. Der Wall war von einer 1,5 m starken Steinmauer bekrönt. Der Name Wurtgarten geht auf die historische Flurbezeichnung „Würzegarten“ oder „Wötegarten“ zurück, da in der Wallanlage während der Neuzeit vermutlich ein Garten betrieben wurde.
Im Wurtgarten fanden 1905 wie auch 1954/55 Ausgrabungen statt. Die Verteidigungsanlage ist der Zeit des 9. und 10. Jahrhunderts mit ihren Ringwallanlagen zuzuordnen, wobei es sich vermutlich um eine Fliehburg handelte. Aufgrund der Lage am Hang her (Hangburg) unterscheidet sie sich wesentlich von den umgebenden Reitlingsbefestigungen, die sich in Gipfellage befinden.

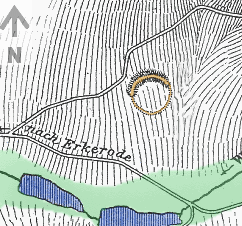
Wurtgarten mit noch erhaltener Nordhälfte
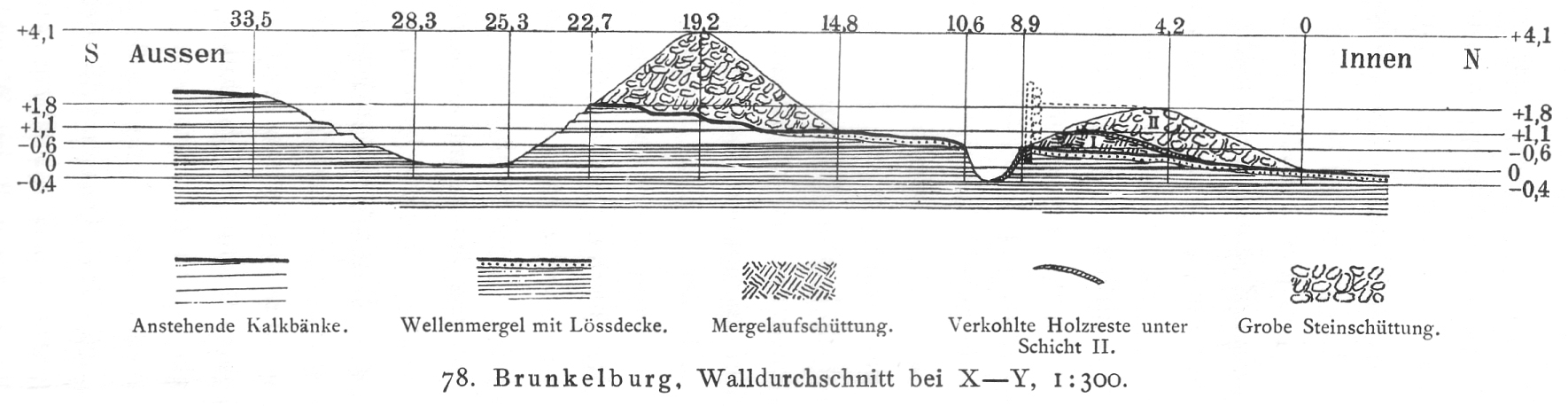
Schnitt durch Wall und Graben des Wurtgarten

### Wasserburg Reitlingstal

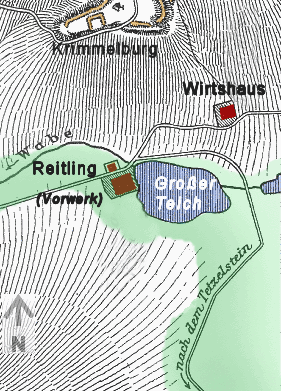
Vorwerk Reitling 1901

Im Grund des Reitlingstals am Bach Wabe gab es im Hochmittelalter eine mit Wällen befestigte Wasserburg, die der Bischof von Halberstadt innehatte. Bis Mitte des 13. Jahrhunderts war sie an die Ritter von der Asseburg belehnt, 1260 jedoch dem Deutschen Ritterorden übereignet. Der Orden verlegte seinen Verwaltungssitz schon kurze Zeit später in das wenige Kilometer entfernte Lucklum und machte aus der Burg ein Vorwerk. Dieser landwirtschaftliche Betrieb  bewirtschaftete die Ackerflächen des Talgrundes und man hielt in den aus der Wabe angestauten Teichen Karpfen. Im Laufe der Zeit wurde die sumpfige Aue der Wabe urbar gemacht. Die nutzbare Ackerfläche des Tals reichte im Mittelalter nicht für die Anlage eines Dorfes aus. Heute bilden die alten Fachwerkgebäude einen Weidehof für Pferde. Sie wurden vermutlich im 18. Jahrhundert auf den Fundamenten der alten Burganlage errichtet. 1840 wurden die Wälle rund um das Vorwerk eingeebnet.

## Weitere Elm-Burgen
Auf dem bewaldeten Höhenrücken des Elm sind an verschiedenen Stellen weitere mittelalterliche Burgstandorte nachgewiesen:
- Die Elmsburg war ab dem 11. Jahrhundert eine Burg inmitten eines frühgeschichtlichen Ringwalls. Ihre Reste liegen im Schöninger-Forst auf etwa 270 m Höhe oberhalb des Ortes Twieflingen.

- Bei der früheren Siedlung Langeleben hat sich auf einem durch Gräben geschützten Hügel die Giebelmauer einer Wasserburg erhalten.

- Burg Warburg war eine hochmittelalterliche Turmhügelburg eines Adelsgeschlechts am Osthang des Elms. Der Überlieferung zufolge wurde sie im Jahre 1200  erstürmt und gewaltsam zerstört, was archäologische Untersuchungen in den 1960er Jahren bestätigten.